# Badhuiswal - Noordereiland
De Badhuiswal - Noordereiland is een park aan de rand van het centrum van Zwolle. Het loopt langs de Achtergracht, die aan de noordzijde de binnenstad omringt. De Badhuiswal heeft het karakter van een park. De hoogteverschillen herinneren aan de oude vestingwerken. Toen de stad rond 1600 van bastions en wallen werd voorzien heette de Badhuiswal het Diezerpoortenbolwerk. De huidige naam dateert van omstreeks 1860 en gaat terug op de inrichting voor geneeskundige baden die dr. E.T. Schaepman daar in 1842 opende.

## Geografie
De wandeling langs het water is beplant met grote bomen, gras en heestergroepen. De groene rand langs het Noordereiland bestaat uit een dijklichaam. Het dijklichaam is beplant met essen, dat geeft een impressie van de vroegere stadswal.
Archenaultplantsoen · Azaleapark · Badhuiswal - Noordereiland · Broerenkerkplein · De Dobbe · Engelse Werk · Groen assenkruis Holtenbroek · Ittersumerpark · Van Nahuysplein · Nooterhof · Oldenelerpark · Park Aa-landen · Park Eekhout · Park Gerenbroek · Park Gerenlanden · Park Hogenkamp · Park Ittersumerlanden · Park de Wezenlanden · Ter Pelkwijkpark · Twistvlietpark · Potgietersingel · Prins Clauspark · Schellerpark · Stinspark · Oude Weteringzone · Wijkpark Berkum · Zwarte waterpark Holtenbroek · Zwarte waterpark Stadshagen